# Kryterium Sylvestera
Kryterium Sylvestera – kryterium pozwalające badać dodatnią (lub ujemną) określoność symetrycznej macierzy. Nazwa pochodzi od brytyjskiego matematyka J. J. Sylvestera.

## Kryterium Sylvestera
Niech
{\displaystyle A={\begin{bmatrix}a_{11}&a_{12}&\dots &a_{1n}\\a_{21}&a_{22}&\dots &a_{2n}\\\vdots &\vdots &\ddots &\vdots \\a_{n1}&a_{n2}&\dots &a_{nn}\end{bmatrix}}}
będzie macierzą symetryczną o współczynnikach rzeczywistych.
Niech ponadto
{\displaystyle M_{1}=a_{11},}    {\displaystyle M_{2}=\det {\begin{bmatrix}a_{11}&a_{12}\\a_{21}&a_{22}\end{bmatrix}},...}       {\displaystyle M_{l}=\det {\begin{bmatrix}a_{11}&a_{12}&\dots &a_{1l}\\a_{21}&a_{22}&\dots &a_{2l}\\\vdots &\vdots &\ddots &\vdots \\a_{l1}&a_{l2}&\dots &a_{ll}\end{bmatrix}}}
Wówczas
{\displaystyle A} jest dodatnio określona wtedy i tylko wtedy, gdy jej wiodące minory główne są dodatnie, tj.
{\displaystyle M_{1}>0,\quad M_{2}>0,...\quad M_{n}>0}
czyli  {\displaystyle M_{l}>0} dla {\displaystyle l\in \{1,\dots ,n\},}
{\displaystyle A} jest ujemnie określona wtedy i tylko wtedy, gdy
{\displaystyle M_{1}<0,\quad M_{2}>0,\quad M_{3}<0,\quad M_{4}>0,...}
czyli  {\displaystyle M_{l}<0} dla {\displaystyle l\in \{1,3,5,\dots \}} (dla nieparzystych),  {\displaystyle M_{l}>0} dla {\displaystyle l\in \{2,4,6,\dots \}} (dla parzystych),
Reguła mnemotechniczna:
{\displaystyle A={\begin{bmatrix}+&&&\\&+&&\\&&+&\\&&&\ddots \end{bmatrix}}\Rightarrow A{\text{ -- dodatnio określona}},}
{\displaystyle A={\begin{bmatrix}-&&&\\&+&&\\&&-&\\&&&\ddots \end{bmatrix}}\Rightarrow A{\text{ -- ujemnie określona}},}
gdzie na przekątnej zaznaczono znaki minorów głównych (,,narożnikowych”) {\displaystyle M_{l},\quad l=1,2,\dots ,n.}
Jeśli macierz {\displaystyle A} traktować jako macierz formy kwadratowej
{\displaystyle f(x)=\sum _{j,k=1}^{n}a_{jk}x_{j}x_{k},\;a_{jk}=a_{kj},}
to forma ta jest dodatnio (ujemnie) określona wtedy i tylko wtedy, gdy jej macierz jest dodatnio (ujemnie) określona.